# Passagierung

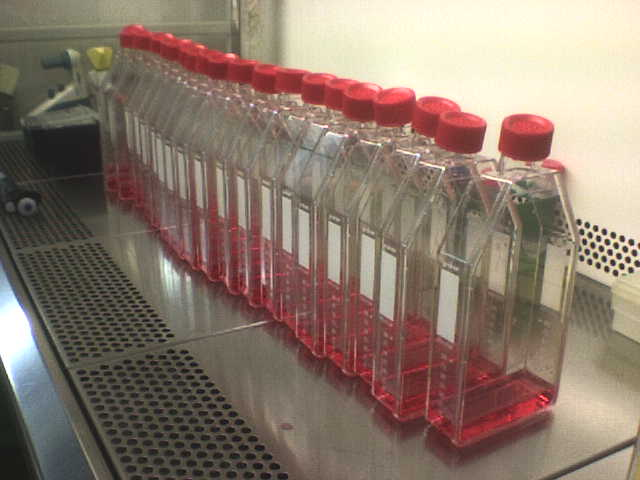
Zellkulturflaschen direkt nach dem Befüllen mit Medium und Zellen. Anschließend werden sie horizontal in den Inkubator gestellt, sodass die Bodenfläche besiedelt wird.

Passagierung (auch Passagieren, Subkultivierung, Splitting) bezeichnet in der Zellkultur das serielle Kultivieren von Zellen oder nichtzellulären Infektionserregern. In der Infektiologie bezeichnet Passagieren serielle Infektionen von Zellkulturen oder Versuchstieren. Die Passagierung ist eine Methode zur Attenuierung im Zuge des Impfstoffdesigns.

## Zellkultur
Bei einer Passagierung werden dauerhaft in Zellkultur gehaltene Zellen aufgeteilt und in neue Gefäße überführt. Da das Zellwachstum und die Zellteilung von oberflächenbesiedelnden (adhärenten) Primärzellen aufhört, sobald ein konfluenter Zellrasen als Monolayer in der Zellkulturflasche vorliegt, werden die Zellen in der Monolayer-Zellkultur abgelöst und auf eine Konzentration verdünnt (z. B. ein Viertel, entsprechend 2 Verdopplungszeiten bis zum nächsten Passagieren), bei der noch ausreichend Zellkontakte für ein Wachstum vorhanden sind, aber ausreichend verdünnt wurde, um nicht unnötig oft zu passagieren. In der Regel sollten Zellen bei 70 – 80 % Konfluenz passagiert werden. Bei normalen diploiden Zellen wird beim Passagieren die Zellkonzentration mit einem split ratio (Verdünnungsfaktor) zwischen 1:2 und 1:5 verdünnt, während schnell wachsende Zelllinien (immortalisierte Zellen) 1:5 bis 1:15 verdünnt werden. Eine Zelldichte von 104 bis 105 Zellen pro Milliliter als Einsaatdichte (seeding density) sollte nicht unterschritten werden, entsprechend 10.000 – 20.000 Zellen/cm2 der Wachstumsfläche, um ausreichend Zellkontakte für eine gute Wachstumsrate aufzuweisen. Bei zu hoher Zelldichte ist das Nahrungsangebot und durch den Metabolismus der pH-Wert nicht lange optimal, weshalb auch Zelllinien regelmäßig passagiert werden sollen. Daneben kann in manchen Zelltypen eine Zellkontakthemmung bei hoher Zelldichte einsetzen. Von den Zellen sezernierte Stoffwechselprodukte senken den pH-Wert, dabei erfolgt ein Farbumschlag des pH-Indikators Phenolrot im Medium von rot zu gelb. In Mischkulturen werden bei Nährstoffmangel Zellen selektiert, die mit weniger Nährstoffen auskommen, wodurch sich die Zusammensetzung der Zellen ändert. Bei 3D-Zellkulturen von Zellen in Bioreaktoren mit Microcarriern ist der Arbeitsaufwand geringer, aber der Einsatz erst bei größeren benötigten Mengen sinnvoll und es sind zusätzliche Geräte notwendig, die nicht in üblichen Zellkulturlaboren vorkommen.
Bei der Passagierung von Suspensionszellen wird oftmals mehr als die Hälfte des Mediums (entsprechend einer Verdünnung von mindestens 1:2) oberhalb der sedimentierten Zellen ausgetauscht. Bei der Passagierung von eukaryotischen adhärenten Zellkulturen wird das Zellkulturmedium abgesaugt (aspiriert) oder herauspipettiert. Adhärente Zellen werden mit auf 37 °C erwärmtem PBS ohne Ca2+ und Mg2+ oder einer anderen Balanced Salt Solution ohne Ca2+ und Mg2+ gespült, um Reste des Mediums zu entfernen und erneut abgesaugt. Anschließend wird bei adhärenten Zellen eine auf 37 °C erwärmte gepufferte Trypsinlösung (0,25 % Trypsin in Ca2+- und Mg2+-freiem PBS) zugegeben, wodurch die Zellkontakte teilweise proteolytisch aufgebrochen werden und die Zellen teilweise in Suspension gehen. Die Dauer der Trypsinisierung sollte so kurz wie nötig sein, da die proteolytische Entfernung der extrazellulären Proteinanteile auf der Zelloberfläche mit Trypsin Veränderungen in den Zellen hervorrufen. Durch langsames Auf- und Abpipettieren werden die Zellen vereinzelt, ohne zu viel Scherkräfte auf die Zellen auszuüben. Alternativ kann ein Gummischaber verwendet werden und bei gering haftenden Zellen kann einfaches Klopfen des Kulturgefäßes ausreichen. Eine folgende Zugabe von auf 37 °C erwärmtem Zellkulturmedium mit FCS führt durch das enthaltene Ca2+, Mg2+ und Proteaseinhibitoren zur Hemmung von Trypsin. 
Bei einer Vermehrungskultur wird die Lösung auf mehrere Gefäße verteilt, während bei einer Erhaltungskultur ohne Vermehrungsabsicht nur ein Teil weiterverwendet und der Rest verworfen wird. Der Anteil der überführten Zellsuspension am zuvor hinzugegebenen Volumen von Trypsinlösung und Medium ist der Kehrwert des Verdünnungsfaktors. Oftmals wird im Zuge des Passagierens die Lebendzellzahl bestimmt. Ebenso wird oftmals die Anzahl der Passagierungen einer Zellkultur dokumentiert, um nach einer festgelegten maximalen Passagenanzahl mit einer neuen Charge an Zellen weiterzumachen. Zellen können Gene durch Mutation verlieren, wenn kein Selektionsdruck mehr auf diese Gene ausgeübt wird, d. h. wenn sie nicht mehr essenziell sind. Daneben neigen Zellen in einer länger dauernden 2D-Zellkultur zur Dedifferenzierung.

## Infektiologie
In der Infektiologie werden infektiöse Agenzien unter nicht natürlichen Umgebungsbedingungen kultiviert, transferiert und über Mutationen an diese Bedingungen angepasst, um eine Veränderung im Genom des Erregers zu erzeugen, die seine Infektiosität und Pathogenität verändert. Dadurch können attenuierte Erreger erzeugt werden, die bei einer Infektion weniger schädlich sind, aber dennoch eine schützende Immunantwort erzeugen. Je häufiger ein Erreger passagiert wird, desto stärker sind die Anpassungen des Erregers an die nicht natürlichen Umgebungsbedingungen und desto unwahrscheinlicher tritt eine Reversion zum Ausgangsstamm auf.
Bei infizierten Zellkulturen wird der Erreger an eine Replikation angepasst, die durch eine Immunantwort unbehelligt ist. Dabei verliert er Gene, die eine Virulenz oder eine Immunflucht vermitteln, weil kein Selektionsdruck mehr auf diese Gene ausgeübt wird, d. h. nicht mehr hilfreich oder notwendig sind. Bei Versuchstieren wird ein Erreger an einen anderen (nicht natürlichen) Wirt angepasst, wodurch sich die Replikation im ursprünglichen Wirt verschlechtert. In beiden Fällen (Zellkultur, Versuchstier) wird der attenuierte Erreger leichter vom ursprünglichen Wirt zu eliminieren und erzeugt in ihm weniger Krankheit, dennoch aber oftmals einen Impfschutz.

## Beispiel
Der Pockenimpfstoff Modified-Vaccinia-Ankara-Virus wurde 1975 von Anton Mayr durch über 570 Passagen in embryonalen Hühnerzellkulturen entwickelt. Das zugrundeliegende Vacciniavirus Ankara war zuvor in Kälbern und Eseln passagiert worden.